# Объединение республиканцев
Объединение республиканцев (фр. Rassemblement des républicains, RDR) — центристская либеральная политическая партия в Кот д'Ивуаре. Была основана в 1994 году Джени Кобиной. Официальный орган партии — Le Patriote. Входит в коалицию Объединение уфуэтистов за демократию и мир.

## История
Объединение республиканцев откололось от Демократической партии Кот-д’Ивуара и было основано на идеях бывшего премьер-министра Кот д'Ивуар Алассана Уаттары. Партия была образована 27 сентября 1994 года после того, как на внеочередном конгрессе Демократической партии не было дано слово Джени Кобине. На следующий год Уаттара, работавший в то время заместителем директора-распорядителя МВФ, был выдвинут от партии кандидатом в президенты, но бойкотировал президентские выборы 1995 года, как и большинство оппозиционных кандидатов, после отказа в регистрации. В 1999 году Уаттара вернулся в политику, стал премьер-президентом Объединения республиканцев и через год после смерти Джени Кобины, который был генеральным секретарём, возглавил партию. В 2000 году Уаттаре было вновь отказано в регистрации кандидатуры на президентских выборах по принятому правилу о необходимости 5-летнего проживания в стране и родителей, которые должны были быть гражданами Кот-д’Ивуара.
В 2007 году от партии откололся Альянс за новый Кот-д’Ивуар под руководством бывшего министра и мэра города Бундиали Земого Фофаны.
В 2010 году четыре основные оппозиционные партии, включая Объединение республиканцев, решили объединиться в Объединение уфуэтистов за демократию и мир для участия в президентских выборах и выдвинули Уаттару своим кандидатом. По мнению международного сообщества он победил Лоран Гбагбо во втором туре выборов, получив 54 % голосов. Когда Гбагбо отказался покинуть пост президента, вызвав острый политический кризис в стране, он был арестован в апреле 2011 года и Уаттара стал президентом.